# Acrossus milloti
Acrossus milloti är en skalbaggsart som beskrevs av Renaud Maurice Adrien Paulian 1945. Acrossus milloti ingår i släktet Acrossus och familjen Aphodiidae. Inga underarter finns listade i Catalogue of Life.